# ماری گیز
ماری گیز (فرانسوی: Marie de Guise‎؛ ۲۲ نوامبر ۱۵۱۵ – ۱۱ ژوئن ۱۵۶۰) یا ماری لورن ملکه، و نایب‌السلطنه اهل فرانسه بود. از ۱۵۵۴ تا زمان مرگش به عنوان نایب‌السلطنه بر اسکاتلند حکومت نمود. او بزرگترین دختر پدرش کلود لورن، دوک گیز بود و در بار-لو-دوک زاده شد و در ۱۵۳۷ با جیمز پنجم، پادشاه اسکاتلند ازدواج کرد. آن‌ها صاحب دو پسر شدند.